# Zygmunt Birnbaum
Zygmunt Wilhelm Birnbaum (ur. 18 października 1903 we Lwowie, 15 grudnia 2000 w Waszyngtonie) – polski matematyk żydowskiego pochodzenia, statystyk, przedstawiciel lwowskiej szkoły matematycznej.

## Życiorys
Urodził się 18 października 1903 roku we Lwowie w rodzinie przedsiębiorców, Izaaka Birnbauma i Liny z domu Nebenzahl. Rodzina nie była zbyt religijna, a w domu mówiło się po polsku. Ojciec Zygmunta prowadził m.in. tartak. Zygmunt Birnbaum naukę rozpoczął w rodzinnym mieście, po wybuchu wojny w 1914 roku wojny Birnbaumowie wyjechali do Wiednia. W 1918 roku rodzina powróciła do Lwowa. Zygmunt Birnbaum w 1921 roku zdał egzamin maturalny w X Gimnazjum im. Henryka Sienkiewicza.
W związku z trudną sytuacją finansową rodzina zdecydowała, by Zygmunt ukończył studia medyczne, inżynierskie lub prawnicze. Ze względu na parytety w przyjmowaniu Żydów na Uniwersytet nie dostał się na medycynę ani na inżynierię. Został przyjęty na Wydział Prawa Uniwersytetu Jana Kazimierza, który ukończył w roku 1925. Po ukończeniu studiów rozpoczął aplikację w kancelarii adwokackiej stryja. W tym samym czasie rozpoczął studia matematyczne pod kierunkiem Kazimierza Kuratowskiego, Hugo Steinhausa i innych czołowych polskich matematyków. Wśród studentów byli m.in. Juliusz Schauder, Marek Kac, Stanisław Ulam, Władysław Orlicz, Marceli Stark, Herman Auerbach, Ludwik Sternbach, Stanisław Mazur i Józef Schreier. W 1929 roku przedstawił rozprawę doktorską (promotorem był Steinhaus) „O jednoznacznie odwracalnych funkcjach analitycznych”. Studenci i wykładowcy przytuleni plecami do gorących kafli pieca, nie widząc się nawzajem, roztrząsali matematyczne problemy. Pogarszająca się sytuacja finansowa rodziny zmusiła go do podjęcia pracy nauczyciela matematyki w gimnazjach: prywatnych dr Adeli Karp-Fuchsowej i państwowym IX Gimnazjum im. Jana Kochanowskiego.
Po doktoracie wyjechał do Getyngi, gdzie był słuchaczem wykładów Edmunda Landaua i Feliksa Bernsteina. Tam zainteresował się statystyką matematyczną i zdobył uprawnienia aktuariusza, wykorzystując wiedzę prawniczą do obliczania prawdopodobieństwa niepowodzenia szczególnie ryzykownych, długoterminowych projektów finansowych. Zatrudnił się w firmie ubezpieczeniowej Phoenix Life Insurance Company w Wiedniu. Bardzo dobrze zaczął zarabiać. W 1932 roku został przedstawicielem Phoenixa we Lwowie.
3 maja 1937 roku po upadku Phoenixa, wyjechał do Nowego Jorku. Początkowo pracował jako korespondent „Ilustrowanego Kuriera Codziennego”, następnie jako konsultant i analityk inwestycyjny. Po pewnym czasie został asystentem Feliksa Bernsteina. W 1939 roku uzyskał profesurę na Uniwersytecie Waszyngtonu w Seattle (list referencyjny napisali mu Albert Einstein, Richard Courant i Edmund Landau). W 1948 roku założył Laboratorium Badań Statystycznych. Laboratorium przez 25 lat było finansowane przez Biuro Badań Marynarki Wojennej USA.
Birnbaum wykładał na Uniwersytecie Waszyngtońskim aż do przejścia na emeryturę w 1974 roku, pracując przez 35 lat w grupie statystycznej na Wydziale Matematyki.
Współpracował z Instytutem Badań Naukowych Boeinga, testując niezawodność systemów używanych w produkowanych przez koncern lotniczy samolotach. Był prezesem międzynarodowego Instytutu Statystyki Matematycznej, w latach 1967–1970 był redaktorem rocznika „Annals of Mathematical Statistic”. Ale zajmował się nie tylko nauką. Był współzałożycielem pierwszej ubezpieczalni społecznej w stanie Waszyngton, walczył z segregacją rasową.
W 1940 roku poślubił Hildę Merzbach. Hilda jako Żydówka została zmuszona przez nazistów do opuszczenia Niemiec. Mieli dwoje dzieci, Ann, urodzoną w 1941 roku i Richarda, urodzonego w 1945 roku.
W 1962 roku wydał, tłumaczoną na wiele języków, książka Wprowadzenie do prawdopodobieństwa i statystyki matematycznej.
W 1963 roku przyjechał do Polski. W Zakopanem spotkał się ze Steinhausem.
Otrzymał stypendium Guggenheima w 1960 roku (Sorbona w Paryżu) oraz stypendium programu Fulbrighta w 1964 roku (Uniwersytet w Rzymie).
Zmarł 15 grudnia 2000 r. w Waszyngtonie.
Ostatnia informacja o rodzinie Zygmunta Birnbauma pochodzi z obozu koncentracyjnego Bergen-Belsen.
Z nazwiskiem Zygmunta Birnbauma związane są pojęcia:
- nierówność Birnbauma-Marshalla
- nierówność Birnbauma[4]
- nierówość Birnbauma-Raymonda-Zuckermana[5]
- przestrzeń Birnbauma-Orlicza
- rozkład Birnbauma-Saundersa[6]
- rozkład Birnbauma-Tingeya[7]

Otrzymał S.S. Wilks Medal of the American Statistical Association.

## Publikacje
- Wprowadzenie do prawdopodobieństwa i statystyki matematycznej, Harper and Brothers, 1962
- Birnbaum, Z.W.; Orlicz, W., „Über die Verallgemeinerung des Begriffes der zueinander konjugierten Potenzen”. Studia Mathematica 1931. 3: 1–67.
- Birnbaum, Z. W., „On random variables with comparable peakedness”. Annals of Mathematical Statistics, 1948. 19 (1): 76–81.
- Birnbaum, Z. W.; Marshall, A.W., Some multivariate Chebyshev inequalities with extensions to continuous parameter processes. Annals of Mathematical Statistics 1961. 32 (3): 687–703.
- Birnbaum, Z. W.; Saunders, S. C., „A new family of life distributions”, Journal of Applied Probability, 1969. 6 (2): 319–327.
- Birnbaum, Z. W.; Esary, J. D.; Marshall, A. W., „A stochastic characterization of wear-out for components and systems”. Annals of Mathematical Statistics, 1966. 37 (4): 816–825.
- Birnbaum, Z. W.; Esary, J. D.; Saunders, S.C., „Multicomponent systems and structures and their reliability”. Technometrics 1961. 3 (1): 55–77.